# Stefan Terblanche
Carl Stefan Terblanche (Mossel Bay, 2 luglio 1975) è un ex rugbista a 15 sudafricano, in carriera attivo come tre quarti centro.

## Biografia
Esordiente negli Sharks nel 1998, nello stesso anno debuttò anche negli Springbok e la stagione successiva fu presente alla Coppa del Mondo di rugby 1999 nel Regno Unito, in cui il Sudafrica si classificò al terzo posto finale.
Fu presente anche alla Coppa del Mondo di rugby 2003 (Sudafrica eliminato ai quarti) e, dopo tale manifestazione, si trasferì in Europa in Celtic League, nel club gallese degli Ospreys.
In Galles Terblanche vinse due edizioni della Celtic League, nel 2005 e nel 2007; nel luglio del 2007 fu concesso in prestito alla sua formazione provinciale originaria, i Natal Sharks, per disputare la Currie Cup, per poi essere definitivamente svincolato nell'ottobre successivo, dopo sole cinque gare nella nuova stagione di Celtic League.
Tornato in Sudafrica, a ottobre 2011 fu di nuovo richiesto in Celtic League, nel frattempo ridenominata Pro12; fu l'Ulster a volere il giocatore con un prestito a termine per sopperire alle assenze per infortuni vari; rimase nel club di Belfast per tutta la stagione, al termine della quale diede corso al suo proposito di ritirarsi dall'attività agonistica, espresso qualche mese prima.
Terblanche vanta anche diversi inviti nei Barbarians, il primo nel 2001 contro un XV dell'Australia.

## Palmarès
- Celtic League: 2
Ospreys: 2004-05, 2006-07